# Mistrzostwa Świata w Biathlonie 2012 – sztafeta kobiet
Sztafeta kobiet na Mistrzostwach świata w biathlonie 2012 odbyła się 10 marca w Chiemgau-Arena. Była to dziewiąta konkurencja podczas tych mistrzostw.

## Wyniki
| Pozycja | Nr | Kraj                                                                                         | Pudła (L+S)                             | Czas      | Strata  |
| ------- | -- | -------------------------------------------------------------------------------------------- | --------------------------------------- | --------- | ------- |
|         | 5  | Niemcy · Tina Bachmann · Magdalena Neuner · Miriam Gössner · Andrea Henkel                   | 0+6 1+4 0+1 0+0 0+3 1+3 0+2 0+1 0+0 0+0 | 1:09:33,0 | -       |
|         | 1  | Francja · Marie-Laure Brunet · Sophie Boilley · Anaïs Bescond · Marie Habert                 | 0+4 0+3 0+1 0+0 0+1 0+2 0+1 0+1         | 1:10:01,5 | +28,5   |
|         | 2  | Norwegia · Fanny Welle-Strand Horn · Elise Ringen · Synnøve Solemdal · Tora Berger           | 0+4 0+8 0+1 0+3 0+1 0+2 0+1 0+3 0+1 0+0 | 1:10:12,5 | +39,5   |
| 4.      | 4  | Białoruś · Nadzieja Skardzina · Ludmiła Kalinczyk · Nastassia Dubarezawa · Darja Domraczawa  | 0+1 0+5 0+0 0+2 0+0 0+0 0+1 0+3 0+0 0+0 | 1:10:14,2 | +41,2   |
| 5.      | 9  | Szwecja · Jenny Jonsson · Anna Maria Nilsson · Anna Karin Strömstedt · Helena Ekholm         | 0+3 0+2 0+0 0+0 0+1 0+1 0+1 0+0         | 1:10:38,2 | +1:05,2 |
| 6.      | 7  | Ukraina · Natalja Burdyga · Wałentyna Semerenko · Wiktorija Semerenko · Ołena Pidhruszna     | 0+3 0+5 0+1 0+3 0+0 0+2 0+0 0+0 0+2 0+0 | 1:10:53,5 | +1:20,5 |
| 7.      | 3  | Rosja · Swietłana Slepcowa · Olga Zajcewa · Anna Bogalij-Titowiec · Olga Wiłuchina           | 0+5 0+6 0+2 0+1 0+1 0+1 0+0 0+3 0+2 0+1 | 1:11:07,0 | +1:34,0 |
| 8.      | 10 | Słowacja · Jana Gereková · Anastasija Kuźmina · Martina Chrapánová · Paulína Fialková        | 0+0 1+6 0+0 0+0 0+0 0+2 0+0 0+1 0+0 1+3 | 1:12:44,1 | +3:11,1 |
| 9.      | 6  | Polska · Krystyna Pałka · Weronika Nowakowska-Ziemniak · Magdalena Gwizdoń · Agnieszka Cyl   | 0+4 1+8 0+1 0+1 0+1 0+2 0+0 1+3 0+2 0+2 | 1:13:19,7 | +3:46,7 |
| 10.     | 11 | Czechy · Veronika Vítková · Barbora Tomešová · Veronika Zvaricová · Jitka Landová            | 0+4 0+8 0+1 0+2 0+2 0+3 0+1 0+2 0+0 0+1 | 1:13:23,8 | +3:50,8 |
| 11.     | 14 | Stany Zjednoczone · Sara Studebaker · Susan Dunklee · Annelies Cook · Lanny Barnes           | 0+4 0+5 0+2 0+1 0+2 0+3 0+0 0+1 0+0 0+0 | 1:13:33,1 | +4:00,1 |
| 12.     | 8  | Włochy · Dorothea Wierer · Alexia Runggaldier · Nicole Gontier · Katja Haller                | 0+7 0+3 0+2 0+0 0+1 0+1 0+2 0+2 0+2 0+0 | 1:13:52,3 | +4:19,3 |
| 13.     | 13 | Kanada · Megan Imrie · Megan Heinicke · Yolaine Oddou · Zina Kocher                          | 1+6 0+4 0+2 0+0 0+1 0+3 1+3 0+0 0+0 0+1 | 1:14:33,9 | +5:00,9 |
| 14.     | 16 | Estonia · Kadri Lehtla · Kristel Viigipuu · Grete Gaim · Eveli Saue                          | 0+4 0+3 0+2 0+0 0+0 0+2 0+2 0+0 0+0 0+1 | 1:15:06,7 | +5:33,7 |
| LAP     | 17 | Japonia · Fuyuko Suzuki · Itsuka Owada · Yuki Nakajima · Naoko Azegami                       | 1+5 1+3 0+0 0+0 1+3 0+0 0+0 0+0 0+2 1+3 | LAP       | LAP     |
| LAP     | 19 | Austria · Romana Schrempf · Iris Waldhuber · Ramona Düringer · Katharina Innerhofer          | 0+8 1+7 0+3 1+3 0+0 0+0 0+3 0+3 0+2 0+1 | LAP       | LAP     |
| LAP     | 12 | Bułgaria · Emilia Jordanowa · Nina Klenowska · Desisława Stojanowa · Nija Dimitrowa          | 1+5 0+3 1+3 0+0 0+1 0+2 0+0 0+0 0+1 0+1 | LAP       | LAP     |
| LAP     | 18 | Finlandia · Mari Laukkanen · Kaisa Mäkäräinen · Eevamari Oksanen · Sanna Markkanen           | 0+5 3+9 0+1 3+3 0+0 0+1 0+2 0+3 0+2 0+2 | LAP       | LAP     |
| LAP     | 21 | Kazachstan · Marina Lebiediewa · Olga Połtaranina · Darja Usanowa · Jelena Chrustalowa       | 0+5 2+6 0+1 0+2 0+1 0+0 0+3 2+3 0+0 0+1 | LAP       | LAP     |
| LAP     | 15 | Rumunia · Éva Tófalvi · Réka Ferencz · Luminița Pișcoran · Florina Ioana Cîrstea             | 1+5 0+7 1+3 0+2 0+0 0+1 0+1 0+2         | LAP       | LAP     |
| LAP     | 25 | Szwajcaria · Elisa Gasparin · Selina Gasparin · Irene Cadurisch · Patricia Jost              | 2+4 0+8 0+0 0+2 0+1 0+3 2+3 0+2 0+0 0+1 | LAP       | LAP     |
| LAP     | 24 | Wielka Brytania · Amanda Lightfoot · Nerys Jones · Adele Walker · Fay Potton                 | 0+5 1+8 0+1 0+1 0+3 0+2 0+0 0+2 0+1 1+3 | LAP       | LAP     |
| LAP     | 23 | Litwa · Diana Rasimovičiūtė · Natalija Kočergina · Aliona Sabaliauskienė · Marija Kaznačenko | 1+7 1+8 1+3 0+1 0+3 1+3 0+1 0+1 0+0 0+3 | LAP       | LAP     |
| LAP     | 22 | Korea Południowa · Kim Seon-su · Kim Seo-ra · Kim Kyung-nam · Mun Ji-hee                     | 0+4 0+6 0+1 0+2 0+0 0+1 0+1 0+2 0+2 0+1 | LAP       | LAP     |
| LAP     | 20 | Chiny · Song Chaoqing · Wang Chunli · Tang Jialin · Zhang Yan                                | 1+4 0+3 1+3 0+0 0+0 0+0 0+1 0+2 0+0 0+1 | LAP       | LAP     |
| LAP     | 26 | Łotwa · Žanna Juškāne · Inga Paškovska · Baiba Bendika · Anete Brice                         | 0+4 1+8 0+2 0+2 0+0 1+3 0+2 0+1 0+0 0+2 | LAP       | LAP     |